# Oyama Kyohei
Kyohei Oyama (sinh ngày 22 tháng 5 năm 1989) là một cầu thủ bóng đá người Nhật Bản.

## Sự nghiệp câu lạc bộ
Kyohei Oyama đã từng chơi cho Avispa Fukuoka và Renofa Yamaguchi FC.